# Dawienda
Dawienda (ros. Давенда) – osiedle typu miejskiego w Rosji, w Kraju Zabajkalskim, w rejonie mogoczińskim. W 2010 liczyło 812 mieszkańców.